# Angelino Balistreri
Angelino Balistreri (Quartu Sant'Elena, 21 marzo 1922 – Corridonia, 21 giugno 2015) è stato un pittore e scultore italiano, che durante la seconda guerra mondiale operò come agente segreto per conto degli Alleati.

## Biografia
Allievo del pittore cagliaritano Baciccia Scano, fin da giovane dimostrò talento per l'arte, ricevendo una formazione tecnica che gli consentì di collaborare a restauri e dipinti religiosi in Sardegna. Nel 1936, a soli 14 anni, vinse il Premio Ansaldo per giovani artisti.
Durante la Seconda guerra mondiale, si unì alla Resistenza e si arruolò volontario nel British Army nel reparto speciale Special Air Service (SAS), esperienza che influenzò profondamente la sua visione artistica.
Terminata la sua missione nelle Marche per conto dei servizi segreti britannici, si stabilisce a Corridonia, dove riprenderà a  lavorare nella sua bottega come pittore.
Negli anni successivi al conflitto, viaggiò intensamente tra Nord Africa, Medio Oriente e Madagascar, elementi che si riflettono nelle sue opere per l'uso di colori vivaci e composizioni cariche di simbolismo. Negli anni '70 si trasferì in Francia, prima di stabilirsi definitivamente in Italia.
Nel corso della sua carriera ha collaborato con diverse gallerie, tra cui la Galleria Astrolabio di Roma. Negli ultimi decenni della sua vita, si dedicò anche alla scultura.
In occasione del suo novantesimo compleanno gli è stata conferita la cittadinanza onoraria di Corridonia.

## Opere
Tra le sue opere note si ricordano:
- L'incontro (1978)
- Composizione - Paesaggio arcaico (1978)

Questi lavori sono stati venduti all'asta da case come Invaluable e Galerie Räber.

## Stile
Lo stile di Balistreri è stato descritto come visionario e sincretico, in cui si fondono elementi mediterranei, religiosi e mitici. L'uso del colore è centrale, così come la tendenza alla narrazione simbolica.

## Pubblicazioni
- Roberto Cresti (a cura di), Angelino Balistreri: il colore e l'enigma, Silvana Editoriale, Milano, 2018. ISBN 978-88-366-3937-3.[6]